# Aristobulos Kois
Aristovoulos Kois (în greacă Αριστόβουλος Κόης; n. 1869, Chrysovitsa⁠(d), Trichonida Province⁠(d), Grecia),  cunoscut sub numele de Valtsas, a fost un ofițer grec și revoluționar în lupta macedoneană de la începutul secolului al XX-lea.

## Biografie
Kois s-a născut în Chrysovitsa, Agrinio, în 1869. Ca ofițer grec, Aristovoulos Kois s-a alăturat revoluției grecești din Macedonia. În 1907 a acționat împreună cu Vasilios Papakostas, Dimitrios Kosmopoulos, Georgios Galanopoulos și Athanasios Minopoulos în zona peninsulei Halkidiki, sub îndrumarea Consulatului Grec din Salonic și a mitropolitului Irineu al Kasandriei. Sublocotenentul Aristovoulos Kois a rămas în Halkidiki până la 13 mai 1908, unde, împreună cu Panagiotis Papatzaneteas, a ocupat Kalamitsi.
A participat la Primul și Al Doilea Război Balcanic, la Primul Război Mondial și la Războiul Greco-Turc (1919–1922). Mai târziu, a fost eliberat din serviciu cu gradul de sublocotenent de infanterie.